# Sächsische XVIII H
Als Gattung XVIII {\displaystyle \textstyle {\mathfrak {H}}} bezeichneten die Königlich Sächsischen Staatseisenbahnen dreifach gekuppelte Schlepptenderlokomotiven für den Schnellzugdienst. Die Deutsche Reichsbahn ordnete die Lokomotiven 1925 in die Baureihe 18.0 ein.

## Geschichte
Nachdem man in Sachsen schon etliche Fahrzeuge mit Vierzylindertriebwerken in Dienst genommen hatte, realisierte man mit der XVIII H eine Lok mit einem Dreizylindertriebwerk nach preußischem Vorbild. Angeblich soll eine Bayerische S 3/6 Vorbild für die XVIII H gewesen sein. Außerdem hatte sie ein Heißdampftriebwerk mit einfacher Dampfdehnung, während die S 3/6 ein Verbundtriebwerk besaß. Zwischen 1917 und 1918 baute die Sächsische Maschinenfabrik in Chemnitz zehn Exemplare dieser Baureihe.
Die 1920 gegründete Deutsche Reichsbahn übernahm alle zehn Lokomotiven und gab ihnen 1925 die neuen Betriebsnummern 18 001–010.
Die 18 002 wurde im Zweiten Weltkrieg zerstört; die übrigen Lokomotiven blieben bei der Deutschen Reichsbahn. Beheimatet waren sie im Bw Dresden-Altstadt. Sie wurden zwischen 1965 und 1968 außer Dienst gestellt.

## Technische Merkmale
Erstmals wurde bei der Gattung XVIII H ein Kessel mit über dem Rahmen liegender Feuerbüchse verwendet. Dieser war aus drei Schüssen gefertigt, wobei der dritte Schuss leicht konisch ausgeführt war. Die Kesselspeisung übernahmen zwei Dampfstrahlpumpen und eine Knorr-Speisepumpe mit Oberflächenvorwärmer. Einer der angebauten Injektoren entfiel später.
Die Dampfmaschine war als Dreizylinderdampfmaschine mit einfacher Dampfdehnung ausgeführt. Zwei Zylinder befanden sich in üblicher waagerechter Lage außen, der dritte Zylinder war geneigt zwischen den Rahmenwangen eingebaut. Angetrieben wurde von allen drei Zylindern die zweite Kuppelachse. Die Steuerung des Innenzylinders wurde über Hebel und Zwischenwellen von der Heusingersteuerung der Außenzylinder abgeleitet.
Die drei Kuppelachsen waren fest im Rahmen gelagert. Das vordere Drehgestell besaß eine Seitenverschiebbarkeit von 38 mm, die nachlaufende Adamsachse eine von 60 mm.
Der Rahmen war als Blechrahmen mit angeschuhtem vorderen Barrenrahmen ausgeführt.
Als Lokomotivbremse war eine Westinghouse-Druckluftbremse eingebaut. Die Abbremsung erfolgte einseitig an allen Lauf- und Kuppelachsen. Ein Teil der Lokomotiven erhielt später Indusi nachgerüstet.
Die Lokomotiven waren mit Tendern der Bauart sä 2'2 T 31 gekuppelt.

## Einsatz
Da die XVIII H speziell für neigungsarme Strecken und hohe Geschwindigkeiten konstruiert war, waren diese Loks nahezu ausschließlich in Dresden stationiert und kamen von Anfang an vor allem auf den Strecken Dresden–Leipzig und Dresden–Berlin, aber auch Dresden–Bodenbach und Dresden–Breslau, zum Einsatz. Die neun nach dem Zweiten Weltkrieg noch vorhandenen Maschinen blieben in Dresden beheimatet und bewältigten vor allem den Schnellzugverkehr nach Berlin.